# Carmen y Lola
Carmen y Lola is een Spaanse film uit 2018, geregisseerd door Arantxa Echevarría.

## Verhaal
Carmen woont in een zigeunergemeenschap in de buitenwijken van Madrid. Net als alle andere vrouwen in de gemeenschap, is ze voorbestemd een leven te leiden dat generatie na generatie wordt herhaald: trouwen en zoveel mogelijk kinderen opvoeden. Op een dag ontmoet ze Lola, ook een zigeuner, die ervan droomt naar de universiteit te gaan en op vrouwen valt. Carmen ontwikkelt al snel een band met Lola en samen ontdekken ze een wereld die hen er onvermijdelijk toe leidt door hun families te worden verstoten.

## Rolverdeling
| Acteur            | Personage |
| ----------------- | --------- |
| Rosy Rodríguez    | Carmen    |
| Zaira Romero      | Lola      |
| Moreno Borja      | Paco      |
| Rafaela León      | Flor      |
| Carolina Yuste    | Paqui     |
| Juan José Jiménez | Rafa      |

## Ontvangst

### Recensies
Op Rotten Tomatoes geeft 92% van de 13 recensenten de film een positieve recensie, met een gemiddelde score van 6,67/10.

### Prijzen en nominaties
Een selectie:
| Jaar | Evenement                              | Categorie                  | Genomineerde                          | Resultaat   |
| ---- | -------------------------------------- | -------------------------- | ------------------------------------- | ----------- |
| 2018 | Filmfestival van Cannes (71ste editie) | Caméra d'or                | Arantxa Echevarría                    | Genomineerd |
| 2018 | Filmfestival van Cannes (71ste editie) | Queer Palm                 | Carmen y Lola                         | Genomineerd |
| 2019 | Premios Goya (33ste uitreiking)        | Beste film                 | Carmen y Lola                         | Genomineerd |
| 2019 | Premios Goya (33ste uitreiking)        | Beste vrouwelijke bijrol   | Carolina Yuste                        | Gewonnen    |
| 2019 | Premios Goya (33ste uitreiking)        | Beste debuterend acteur    | Moreno Borja                          | Genomineerd |
| 2019 | Premios Goya (33ste uitreiking)        | Beste debuterend actrice   | Rosy Rodríguez                        | Genomineerd |
| 2019 | Premios Goya (33ste uitreiking)        | Beste debuterend actrice   | Zaira Romero                          | Genomineerd |
| 2019 | Premios Goya (33ste uitreiking)        | Beste origineel scenario   | Arantxa Echevarría                    | Genomineerd |
| 2019 | Premios Goya (33ste uitreiking)        | Beste debuterend regisseur | Arantxa Echevarría                    | Gewonnen    |
| 2019 | Premios Goya (33ste uitreiking)        | Beste origineel nummer     | Paco de la Rosa ("Me vas a extrañar") | Genomineerd |